# Iscador
Iscador je blagovna znamka zdravila za zdravljenje raka farmac ijskega podjetja Weleda, pripravljeno iz ekstrakta različnih vrst bele omele. Zdravilo se uporablja predvsem v antropozofski medicini. Uporablja se v obliki injekcij. Ena od glavnih nalog Iscadorja  je, da spodbuja dele imunskega sistema, ki lahko upočasnijo rast rakavih celic. Iz tega razloga se pogosto uporablja v povezavi z običajnim konvencionalnim zdravljenjem, kot so kirurška ostranitev tumorja, kemoterapija in obsevanje.
Na svetu obstaja 1400 vrst omele, vendar se za zdravljenje raka uporablja samo bela omela -  Viscum Album. Bela omela je zimzelena grmičasta zajedalka, ki raste na vejah listnatega drevja (hrast, jablana) v Evropi in Aziji. Raste tudi v Ameriki in v Koreji, vendar se običajno uporablja le evropska vrsta. Za izdelavo teh zdravil rastlinskega izvora se uporabljajo listi, vejice in jagode.

## Začetki
Rudolf Steiner je bil avstrijski naravoslovec in filozof, ki je ustanovil družbo za raziskave raka. Skupaj z Ito Wegman je ustanovil Atropozofsko medicino . Leta 1917 je predlagal ekstrakt bele omele za zdravljenje raka in leta 1920 ga je Ita Wegman vključila v dejansko zdravljenje. Ta neagresiven način zdravljenja rakavih obolenj je v Nemčiji in nekaterih drugih državah že uradno priznan, v ZDA je v procesu kliničnih preskušanj, v Sloveniji ta način zdravljenja še ni sprejet.

## Izdelava
Iscador pripravijo s fermentacijo vodnih ekstraktov bele omele z bakterijo Lactobacillus plantarum. Izdelek nato zmešajo in s filtriranjem odstranijo bakterije pred standardizacijo in pakiranjem v ampule za injiciranje. Na trgu so različna pripravljena zdravila. Nekaterim dodajajo tudi kovine ali umetne lektine.

## Farmacevtska oblika
Ekstrakti v ampulah

## Delovanje in zdravljenje
Ekstrakti bele omele, ki jih v tumorje in telesne votline dovajajo z infuzijo, učinkujejo podobno kot kemoterapija. Snovi iz omele v nizkih odmerkih spodbujajo in sprožijo verižne reakcije imunskega sistema, ki so usmerjene proti tumorskim celicam. Hkrati bela omela okrepi odporno moč, ščiti pred okužbami, blaži tumorsko pogojene bolečine in stranske učinke agresivnega zdravljenja. Na splošno izboljša življenjsko kakovost bolnika, njegove počutje, apetit, aktivnost in tudi spanje. Tipičen potek zdravljenja lahko traja več mesecev ali let. Odmerki se postopoma povečujejo in prilagajajo glede na bolnikovo splošno stanje, spol, starost in vrsto raka. Iscador se običajno injicira subkutano ali uporabi peroralno/preko sluzi/ pri tumorjih v možganih in hrbtenjači.
Citotoksično delujejo glikoproteini (lektini in viskotoksini), njihovo specifično zgradbo pa vzdržujejo alkaloidi.

## Možni stranski učinki
povišana temperatura,gastrointestinalni simptomi (slabost, bruhanje, slaba prebava, bolečine v trebuhu in driska), vpliv na kardiovaskularni sistem (bolečine v prsih, počasno bitje srca-bradikardija), težave s krvnim tlakom (hipertenzija ali hipotenzija), ob prevelikih odmerkih povzročajo krče, komo in smrt.